# Megasema artvina
Megasema artvina là một loài bướm đêm trong họ Noctuidae.